# ボルボ RM12

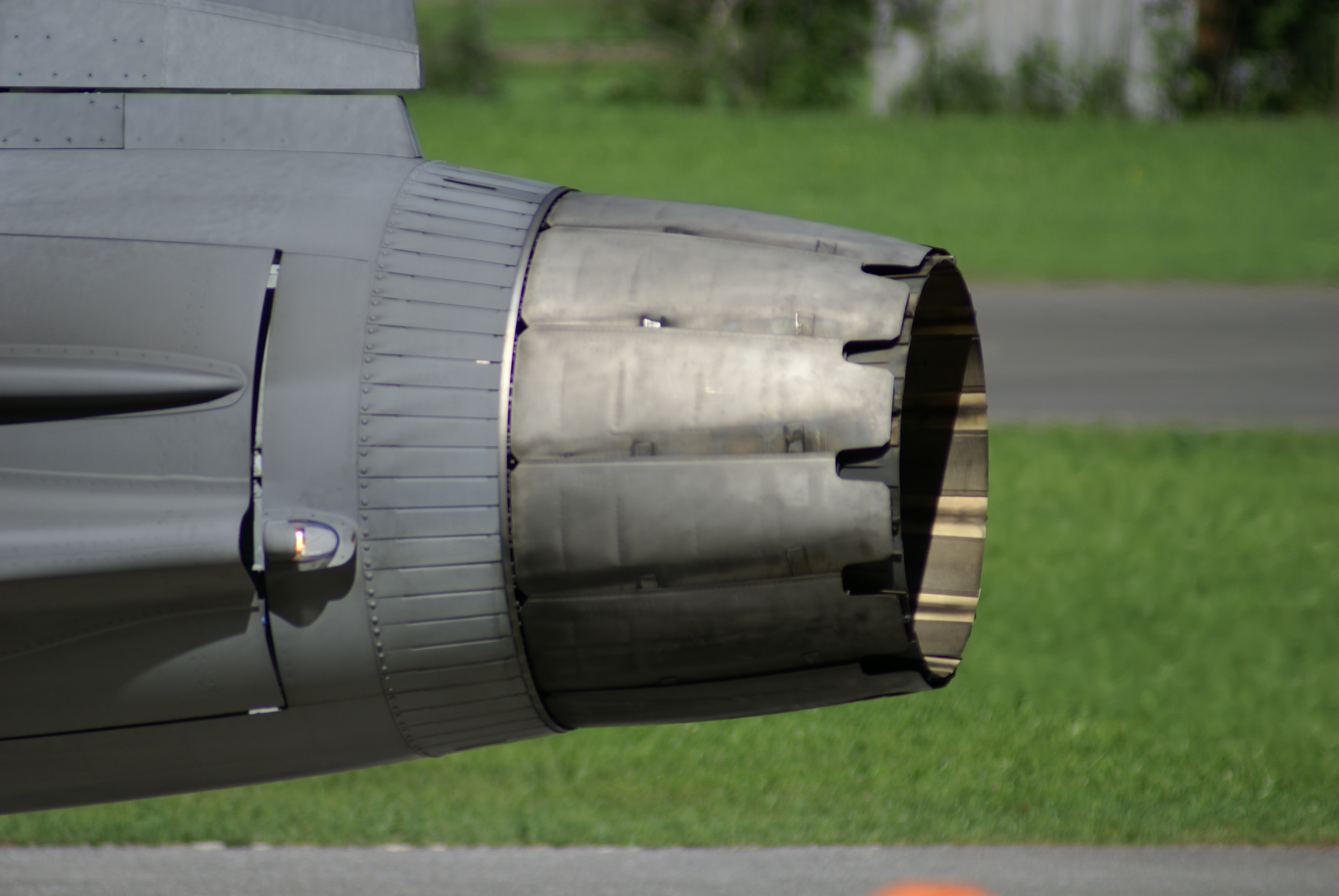
RM12エンジン

ボルボ RM12はサーブ 39 グリペン用として開発されたアフターバーナー装備低バイパスターボファンジェットエンジンである。ゼネラル・エレクトリック F404の派生型であるRM12はボルボ・エアロ（現在のGKNエアロスペース エンジン システムズ）によって生産される。

## 設計と開発
ボルボ・エアロによって生産されるRM12はゼネラル・エレクトリックF404-400の派生型である。
F404からの変更箇所は単発機用としての信頼性・生残性の向上（バードストライク耐性の更なる強化を含む）および推力増強（気流量を約10%、排気流量を約15%増大させ、18,000ポンドに向上）と完全デジタルエンジン制御（FADEC）システムの追加が含まれる。
複数の付属機器と構成要素も同様に、整備の必要性を減らすために再設計された。3倍の寿命を確保するためにフレームホルダーが空冷式に変更されたほか、内視鏡で内部を覗くための窓が13箇所設けられた。また、20個のセンサーを取り付けており、飛行5回ごとにデータが自動でダウンロードされ、整備や改良などに使用される。エンジン自体も7つのモジュールに再構成し、モジュールごとの交換を可能とした。
エンジンの吸気口は圧縮ファンからのレーダー反射断面積を最小化するために設計され、航空機全体のレーダー反射断面積を低減した。そのほか、エンジン排気温度を低下させ、赤外線放射を抑制する改良も加えられた。
F404のアナログ式エンジン制御装置はボルボとGEによって共同開発された新しいデジタルエンジン制御に置き換えられた。新しい制御装置は操縦席とデジタルデータバスと冗長系として機械油圧系の電線一本を備えるもので、これによりエンジンに送られる燃料量を制御する。機械油圧式の装備により、冗長性は50-90%に向上した。1996年からは完全デジタルエンジン制御(FADEC)の開発が開始されたが、国防総省が技術提供しなかったため、ボルボ社がGEの協力のもとで開発を進め搭載した。なお、機械的なバックアップ装置はFADEC装備後も残されている。ゼネラル・エレクトリックはエンジンの50%を生産する。ファン/圧縮機 ディスクと筐体、圧縮機軸、ハブ、シール、アフターバーナーはスウェーデンで製造され、同様に最終的に組み立てられる。

## 搭載機
- サーブ 39 グリペン
- IAI ナメル（設計のみ）

## 仕様諸元（ボルボ RM12）
一般的特性
- 形式: アフターバーナー装備 ターボファン
- 全長: 4.04m (159 in)
- 直径: 0.889 m (35 in)
- 乾燥重量: 1055 kg (2326 lb)

構成要素
- 圧縮機: 軸流式圧縮機 ファン3段と7段式圧縮機
- 燃焼器: アニュラ型
- タービン: 低圧1段と高圧1段

性能
- 推力: 

  - 54 kN (12,100 lbf) 戦闘推力

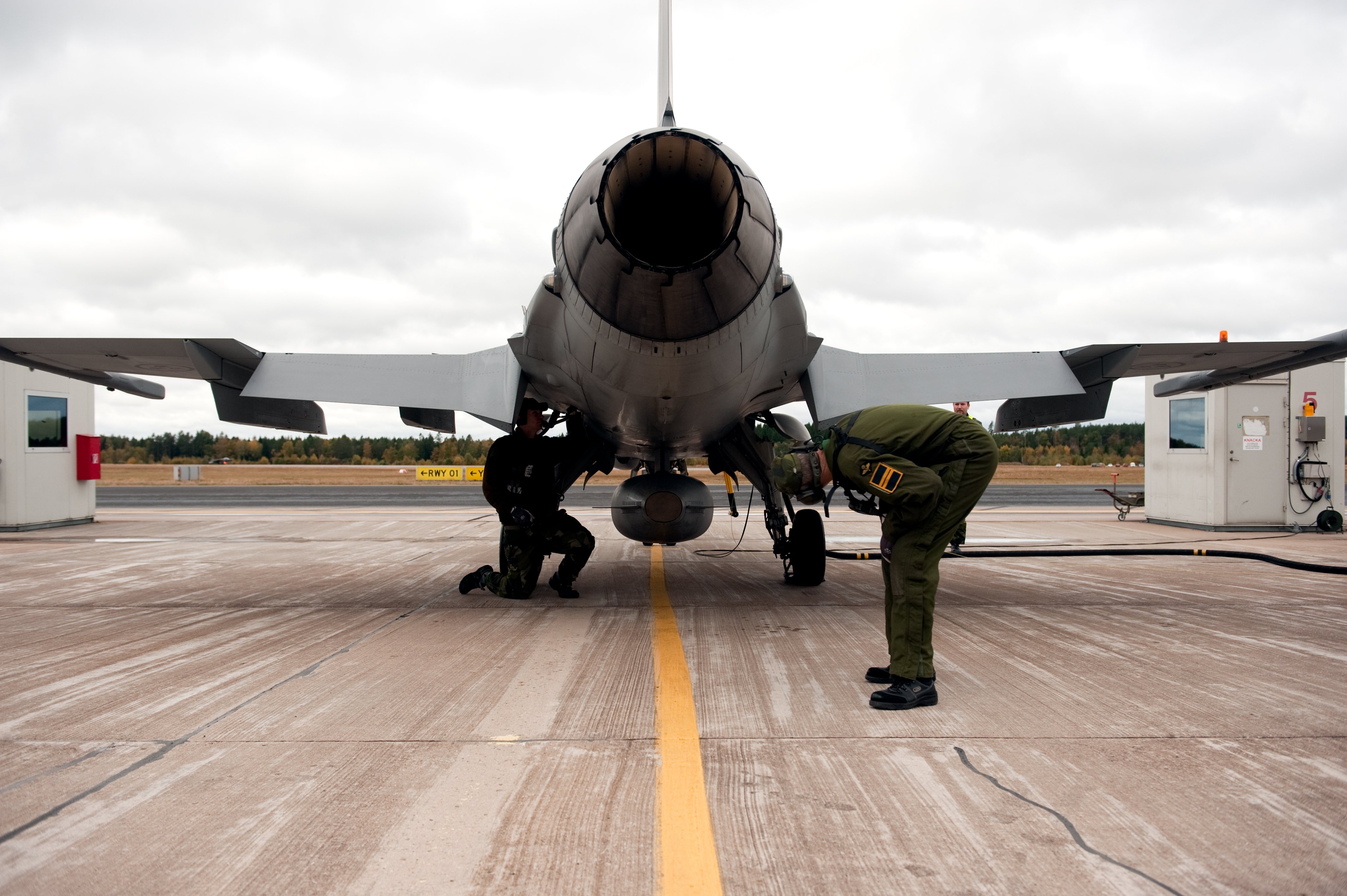
整備士によるグリペンのRM12エンジン内部の目視点検作業

  - 80.5 kN (18,100 lbf) アフターバーナー使用時
- 全圧縮比（英語版）: 27.5:1
- バイパス比: 0.31:1
- 空気流量: 68kg/s
- 燃料消費率: 

  - 戦闘推力時: 23.9 mg/Ns (0.844 lb/(lbf*hr))
  - アフターバーナー使用時: 50.6 mg/Ns (1.79 lb/(lbf*hr))
- 推力重量比: 7.74:1 (76.0 N/kg)